# Long Dụ Hoàng thái hậu
Hiếu Định Cảnh Hoàng hậu (chữ Hán: 孝定景皇后; tiếng Mãn: ᡥᡳᠶᠣᠣᡧᡠᠩᡤᠠ
 ᡨᠣᡴᠣᠩᡤᠣ
 ᠠᠮᠪᠠᠯᡳᠩᡤᡡ
 ᡥᡡᠸᠠᠩᡥᡝᠣ
, Möllendorff: hiyoošungga toktonggo ambalinggū hūwangheo, Abkai: hiyouxungga toktonggo ambalinggv hvwangheu; 28 tháng 1 năm 1868 – 22 tháng 2 năm 1913), còn gọi là Thanh Đức Tông Hoàng hậu (清德宗皇后), Long Dụ Hoàng hậu (隆裕皇后) hay Long Dụ Thái hậu (隆裕太后), là Hoàng hậu duy nhất của Thanh Đức Tông Quang Tự Hoàng đế, vị Hoàng đế thứ 11 của triều đại nhà Thanh và là cháu gái Từ Hi Thái hậu.
Bà trở thành Hoàng thái hậu dưới thời Tuyên Thống Đế Phổ Nghi – Hoàng đế thứ 12 cũng là Hoàng đế cuối cùng của triều Thanh và cả Trung Quốc. Sự kiện đáng nhớ nhất về bà chính là việc bà thay mặt Phổ Nghi ký hiệp ước thoái vị vào năm 1912, về cơ bản đã chấm dứt triều đại nhà Thanh cũng như là đặt dấu chấm hết cho chế độ quân chủ hơn nghìn năm của lịch sử Trung Quốc. Điều này khiến bà trở thành Hoàng thái hậu cuối cùng của không chỉ triều Thanh mà cả trong lịch sử Trung Quốc.

## Thân thế

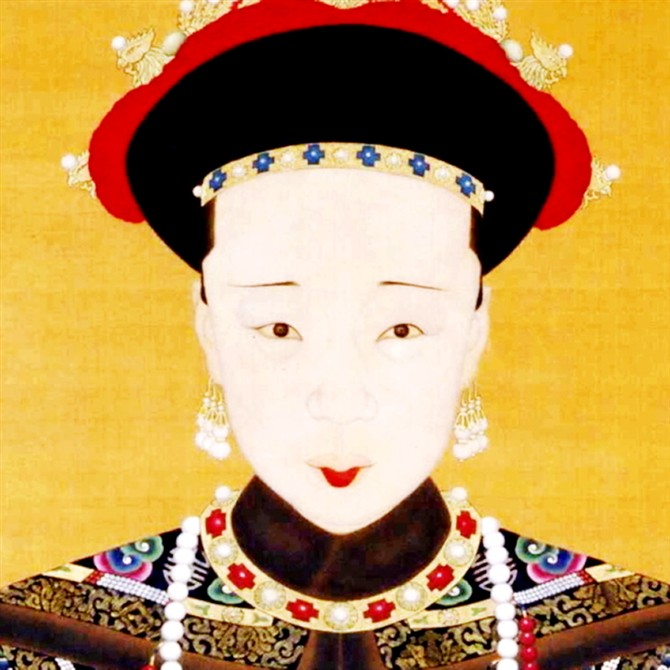
Hiếu Định Cảnh Hoàng hậu Diệp Hách Na Lạp thị.

Hiếu Định Cảnh Hoàng hậu sinh ngày 10 tháng giêng (âm lịch) năm Đồng Trị thứ 7 (1868), xuất thân cùng gia tộc với Từ Hi Thái hậu, tức Diệp Hách Na Lạp thị của Mãn Châu Tương Hoàng kỳ. Sử kí không ghi rõ tên thật của bà. Căn cứ theo Ái Tân Giác La gia tộc toàn thư (爱新觉罗家族全书), phần Doan Đài khấp thuyết ký (瀛台泣血记) của Dụ Đức Linh thì nguyên danh của bà là Tĩnh Phân (靜芬), nhũ danh Hỉ Tử (喜子).
Thực tế dòng dõi Hoàng hậu được gọi là Tô Hoàn Na Lạp thị (苏完那拉氏). Dòng dõi Na Lạp thị này thế cư Tô Hoàn, mà Tô Hoàn vốn ở trong lãnh thổ Diệp Hách, vài đời sau cứ lấy thế cư Diệp Hách, tạo thành ra "Diệp Hách Na Lạp thị" ngộ nhận. Tổ tiên Khách Sơn (喀山), nhậm [Nhất đẳng Nam] cùng Thế quản tá lĩnh. Dưới đời tằng tổ phụ Cát Lang A (吉朗阿) là một chi tiểu tông, đành phải qua xuất sĩ mà tiến thân. Có thể nói dòng dõi của Từ Hi cùng Long Dụ về cơ bản là tiểu tông, gia đình trung hạng thuộc hạng tầm trung bình thường, và hoàn toàn không liên quan đến dòng dõi Diệp Hách Na Lạp thị của Kim Đài Cát.
Trước khi Từ Hi Thái hậu nhập cung làm phi tần của Thanh Văn Tông Hàm Phong Đế, gia tộc không mấy tiếng tăm, nhưng vào thời điểm Long Dụ trưởng thành thì gia tộc đã vọng trọng, do Từ Hi đã trở thành Hoàng thái hậu. Tổ phụ của Long Dụ là Huệ Trưng (惠征), tổ mẫu là Phú Sát thị thuộc Mãn Châu Tương Hoàng kỳ, mẹ đẻ Từ Hi Thái hậu. Huệ Trưng và Phú Sát thị có với nhau ba con trai và ba con gái, trong đó cha của Long Dụ, tên Quế Tường (桂祥) là con trai thứ hai, cũng là em trai của Từ Hi Thái hậu. Ngoài Quế Tường, Từ Hi Thái hậu còn có người em gái tên Uyển Trinh, sinh mẫu của Quang Tự Đế. Theo vai vế gia tộc, Hoàng hậu là cháu gọi Từ Hi Thái hậu bằng cô, và là biểu tỷ của Quang Tự Đế.
Khi Quế Tường nhậm chức Phó Đô thống, đã có hai con trai và ba con gái, trong đó Long Dụ là trưởng nữ, cũng là con cả của gia đình. Bá phụ của Hoàng hậu là Chiếu Tường (照祥), vì là ngoại thích của Hoàng hậu, nên gia phong tước hiệu dành cho ngoại thích là [Tam đẳng Thừa Ân công], nhậm Hộ quân Thống lĩnh, sang năm Quang Tự thứ 7 thì qua đời, để tước vị lại cho con trai tên Đức Thiện (德善). Thúc phụ của bà là Phật Hựu (佛佑), nhậm Nhất đẳng Thị vệ.
Hoàng hậu còn có ba người cô, tất cả đều được gả cho Hoàng tộc Ái Tân Giác La: một người là Từ Hi Thái hậu, phi tần của Hàm Phong Đế; người thứ hai gả cho em trai Khánh Mật Thân vương Dịch Khuông; và người thứ 3 là Uyển Trinh, Phúc tấn của Thuần Hiền Thân vương Dịch Hoàn. Ngoài ra, Long Dụ còn có một thúc tổ phụ tên Huệ Xuân (惠春), là em họ của Huệ Trưng, nhưng nhỏ tuổi hơn Huệ Trưng rất nhiều, khi đó nhậm lĩnh Tam đẳng Thị vệ.

## Đại Thanh hoàng hậu

### Tuyển tú lập Hậu
Năm Quang Tự thứ 11 (1885), Diệp Hách Na Lạp thị tham gia tuyển tú. Sang năm sau (1886), bà lọt vào vòng trong, cùng tham dự có em gái thứ hai, đường muội của bà là con gái Chiếu Tường, và đường cô của bà là con gái Huệ Xuân. Em gái bà được chỉ hôn cho Huệ vương phủ Trấn quốc công Tái Trạch (載澤), đường muội chỉ hôn cho Phu vương phủ Bối lặc Tái Chú (載澍) và đường cô chỉ hôn cho Trấn quốc Tướng quân Thiện Hanh (善亨), con trai thứ ba của Túc Lương Thân vương Long Cần, chỉ có bà được chấp thuận "Lưu bài tử".
Năm Quang Tự thứ 14 (1888), bà tiếp tục tuyển tú. Lần này cùng tham dự có một đường muội khác của Diệp Hách Na Lạp thị, là con gái của người chú Phật Hữu, bị chỉ hôn cho Bối tử Phổ Huân (溥倫) - con trai thứ tư của Cung Cần Bối lặc Tái Trị (载治), kế tự của Ẩn Chí Quận vương Dịch Vĩ. Riêng Diệp Hách Na Lạp thị được chọn tiếp vào trong để ứng tuyển ngôi vị Hoàng hậu.
Vòng cuối tuyển tú năm ấy, quyết định Hậu và phi tần được diễn ra ở Thể Hòa điện (體和殿), và quá trình này này được lưu truyền trong dân gian qua rất nhiều dã sử. Trong đó, phổ biến nhất là câu chuyện truyền miệng từ một vị Thái giám đời Dân Quốc. Lúc này, Quang Tự Đế tuyển chọn 5 tú nữ còn lại là Diệp Hách Na Lạp thị , hai chị em Tha Tha Lạp thị (他他拉氏), con gái Tả Thị lang Bộ Lễ Trường Tự (長敘) và hai con gái của Tuần phủ Đức Hinh (德馨). Quang Tự Đế đặc biệt để mắt đến con gái của Đức Hinh, định trao ngọc tỷ song Từ Hi Thái hậu kịch liệt phản đối, bắt Quang Tự Đế trao cho cháu gái mình. Vì vậy, Diệp Hách Na Lạp thị được phong Hậu, hai con gái nhà Tha Tha Lạp thị, người em được phong Trân tần, cùng với chị gái phong Cẩn tần, hai con gái nhà Đức Hinh hoàn toàn bị loại. Tuy câu chuyện truyền miệng này khá phổ biến, song căn cứ theo thư tịch tuyển tú, số lượng tú nữ được tuyển thời đó phải có tầm 30 người. Số lượng 5 người như vậy là nhỏ nên thiếu căn cứ, không đáng tin.
Năm Quang Tự thứ 14 (1888), Từ Hi Hoàng thái hậu tuyên bố lễ đại hôn của Đế-Hậu, ngày định hôn là ngày 27 tháng giêng, năm Quang Tự thứ 15 (tức ngày 26 tháng 2 năm 1889 dương lịch). Đang lúc hậu cung chuẩn bị đại lễ thì việc hệ trọng xảy ra: ngày 15 tháng 12 cuối năm ấy (tức ngày 16 tháng 1 năm 1889), lửa cháy phát sinh thiêu trụi Thái Hòa môn (太和門). Thái hậu mặc kệ, bắt buộc lễ thành hôn phải tuân theo quy tắc hôn lễ dành cho Hoàng hậu Đại Thanh, tức kiệu của Hoàng hậu được chở qua Đại Thanh môn (大清門) rồi Thái Hòa môn nhập cung. Do vậy, Thái hậu sai người đẩy nhanh tốc độ sửa chữa, làm một tòa cửa lớn đánh tráo giả Thái Hòa môn. Sự việc được giải quyết khéo léo, nhìn bên ngoài không ai phát hiện ra đây là cửa giả.
Đúng ngày 27 tháng 1 năm Quang Tự thứ 15, Diệp Hách Na Lạp thị được tổ chức đại lễ lập Hậu. Ngọ chính canh ba là giờ lành để đón Hoàng hậu, Quang Tự Đế mặc triều phục, ngự điện Thái Hòa, văn võ bá quan ba quỳ chín lạy, Lễ bộ quan viên tuyên đọc chiếu thư sắc phong Hoàng hậu. Lấy Đại học sĩ Ngạch Lặc Hòa Bố (额勒和布) làm Chính sứ, Lễ bộ Thượng thư Khuê Nhuận (奎润) làm Phó sứ, tuyên sách lập Hoàng hậu sách văn:
| “                                                   | 朕惟位定乾坤。资始与资生合德。教型家国。治外偕治内交修。被四表而光昭。宜两仪之运协。爰诹吉日。用举彝章。咨尔叶赫那拉氏、乃副都统桂祥之女。教秉名宗。瑞钟华阀。柔嘉范著。敬顺性成。夙娴女训于闺中。珩璜有则。允表母仪于天下。褘翟攸崇。兹奉慈禧端佑康颐昭豫庄诚皇太后懿旨。以册宝立尔为皇后。尔其祗承宠命。勉嗣徽音。勤俭持躬。肃雝布化。侍春晖于长乐。时修温凊之文。布惠泽于掖庭。益播宽仁之誉。陈笾荐豆。襄宗祀而奉馨香。旰食宵衣。翊朕躬以绵统绪。式孚令望。永迓洪禔。钦哉。 ... Trẫm duy vị định càn khôn. Tư thủy dữ tư sinh hợp đức. Giáo hình gia quốc. Trị ngoại giai trị nội giao tu. Bị tứ biểu nhi quang chiêu. Nghi lưỡng nghi chi vận hiệp. Viên tưu cát nhật. Dụng cử di chương. Tư nhĩ Diệp Hách Na Lạp thị, nãi Phó đô thống Quế Tường chi nữ. Giáo bỉnh danh tông. Thụy chung hoa phiệt. Nhu gia phạm trứ. Kính thuận tính thành. Túc nhàn nữ huấn vu khuê trung. Hành hoàng hữu tắc. Duẫn biểu mẫu nghi vu thiên hạ. Huy địch du sùng. Tư phụng Từ Hi Đoan Hữu Khang Di Chiêu Dự Trang Thành Hoàng thái hậu ý chỉ, dĩ sách bảo, lập nhĩ vi Hoàng hậu. Nhĩ kỳ chi thừa sủng mệnh! Miễn tự huy âm. Cần kiệm trì cung. Túc ung bố hóa. Thị xuân huy vu trường nhạc. Thời tu ôn sảnh chi văn. Bố huệ trạch vu dịch đình. Ích bá khoan nhân chi dự. Trần biên tiến đậu. Tương tông tự nhi phụng hinh hương. Cán thực tiêu y. Dực trẫm cung dĩ miên thống tự. Thức phu lệnh vọng. Vĩnh nhạ hồng đề. Khâm tai. | ” |
| — Sách văn phong Diệp Hách Na Lạp thị làm Hoàng hậu | |   |

Sau khi tuyên sách, Phụng nghênh Chính sứ cùng Phó sứ hầu Quang Tự Đế hồi cung, sau đó thì suất lĩnh phụng nghênh các đại thần đi trước đi sau để nghênh đón Hoàng hậu. Cùng lúc đó, Cẩn tần và Trân tần cũng vào cung thông qua Thần Vũ môn (神武門). Sau đó, Từ Hi Hoàng thái hậu thân nghệ lên Từ Ninh cung thăng tọa, Hoàng đế ở Từ Ninh môn hành đại lễ, khiển Chính sứ Ngạch Lặc Hòa Bố cùng Phó sứ Khuê Nhuận nghênh Hoàng hậu đến Từ Ninh cung hành đại lễ, tấu nhạc như nghi. Sau đó, Hoàng đế phụng Hoàng thái hậu đến Sấu Phương Trai, dùng Ngọ thiện. Sang ngày, chiếu cáo thiên hạ.

### Vô sủng trung cung

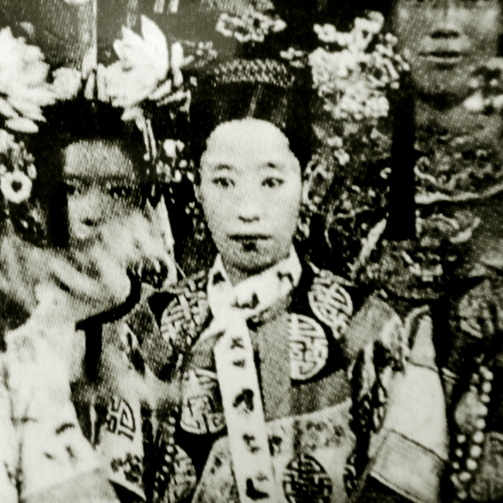
Hoàng hậu Diệp Hách Na lạp thị khi tiếp đón các công sứ phu nhân.

Hoàng hậu chọn ngự Chung Túy cung thuộc Đông lục cung. Tuy đứng đầu hậu cung nhưng quan hệ Đế-Hậu không được suôn sẻ. Vốn không có tình cảm, Quang Tự luôn lấy cớ bệnh trong người để xa lánh Hoàng hậu. Tuy một phần vì dung mạo bà tầm thường, lại lớn hơn ông 3 tuổi, nhưng nguyên nhân chính của việc này là vì Hoàng hậu vốn là cháu gái của Từ Hi Thái hậu, người luôn khắt khe và áp đặt Quang Tự Đế mọi việc nên khiến ông cảm thấy bất an. Ngược lại, Quang Tự Đế vô cùng sủng ái Trân tần, nhanh chóng tấn phong Trân phi. Ở bên Trân phi, Quang Tự Đế tỏ rõ sự vui sướng và thích thú. Việc này khiến Hoàng hậu cảm thấy tổn thương và buồn chán. Một số ghi chép cho rằng Hoàng hậu và Trân phi không có giao hảo thực tốt, vì Trân phi tư tưởng hiện đại, cởi mở nên đôi khi vô tình thất lễ với bà. Theo đa số ghi chép thời Mãn Thanh, tính cách của Hoàng hậu không có gì nổi bật, chỉ như một người phụ nữ phong kiến điển hình. Còn theo ghi chép của《Quang Tự triều đông hoa lục - 光绪朝东华录》, Hoàng hậu Na Lạp thị tính tình nhu thuận nhưng không thông minh nhanh nhẹn, không những không được Quang Tự sủng ái mà còn thường xuyên bị Thái hậu giáo huấn. Trong các buổi tiếp đãi các Phi tần, Phúc tấn và Phu nhân, bà không thể hiện uy quyền nên có của một Hoàng hậu.
Những năm cuối triều Quang Tự, bà và Thái hậu hay tiếp đãi các Công sứ Phu nhân, từ đó tư liệu đánh giá về bà cũng nhiều hơn, đa phần nhận định Hoàng hậu tuy dung mạo không đẹp, song tính tình hiếu lễ, thích trẻ con. Dù vẫn giữ phong thái cơ bản của Hoàng hậu, song ngôn từ và cử chỉ đều rất gần gũi. Những gia đình thời Dân quốc, khi có ai vào cung tham kiến Hoàng hậu cũng đều nhận xét tương đồng.
Vì là Hoàng hậu, gia đình Diệp Hách Na Lạp thị cũng được trọng vọng. Phụ thân Quế Tường được phong [Tam đẳng Thừa Ân công], sau lại lên Nhất đẳng, em trai bà là Đức Hằng (德恆) cưới con gái thứ ba của Khánh Mật Thân vương Dịch Khuông, còn em trai thứ Đức Kỳ (德祺) cưới con gái của Thượng Kỳ Hanh (尚其亨), hậu duệ của Thượng Khả Hỉ (尚可喜). Gia đình họ Thượng vốn là Hán Quân kỳ, thuộc hàng danh môn, bên cạnh đó đường cô của Thượng thị, lại chính là chính thê của Phật Hữu. Hai em gái của bà, một đã trở thành Trạch Quốc công Tái Trạch phu nhân, một được chỉ hôn cho Thuận Thừa Quận vương Nột Lặc Hách.
Có thể nhìn tổng quan, Từ Hi Thái hậu đối với gia tộc mình tuy hạn chế nam giới nắm chức quyền cao, chỉ có tước vị theo tiêu chuẩn của ngoại thích, thế nhưng bà lại rất chú trọng hôn nhân của nữ quyến, không là danh môn thế gia thì cũng là xuất thân Hoàng tộc, thuộc dòng dõi Thiết mạo tử vương hoặc đặc biệt lại là chi gần Hoàng tộc, tức là những người có khả năng kế vị trong trình tự thừa kế. Đây rõ ràng cho thấy tâm ý của Thái hậu rất thâm sâu, vì nếu Quang Tự Đế tương lai qua đời không con, thì Thái hậu vẫn chọn được người thừa kế từ thân phái là hậu duệ của người nhà của mình.
Năm Quang Tự thứ 26 (1900), Liên quân tám nước đánh vào Bắc Kinh, Hoàng hậu theo Từ Hi Thái hậu và Quang Tự Đế trốn đến Tây An. Năm sau xa giá Hoàng thất về lại Tử Cấm thành. Lúc này Trân phi đã chết, Quang Tự Đế tuy không còn bị giam cầm, nhưng vẫn như cũ ở lỳ trong biệt phòng của mình, do vậy Hoàng hậu và Hoàng đế từ đó cũng không mấy khi gặp nhau. Khoảng thời gian này, bà hay cùng Từ Hi Thái hậu tiếp các Công sứ phu nhân, thực hiện các vai trò của một Hoàng hậu.

## Đại Thanh Hoàng thái hậu
Năm Quang Tự thứ 34 (1908), ngày 21 tháng 10 (tức ngày 14 tháng 11 dương lịch), Quang Tự Đế băng hà ở Hàm Nguyên điện tại Doanh Đài, Nam Hải. Ngày hôm sau, sau khi được tôn làm Thái hoàng thái hậu, Từ Hi cũng băng hà.
Theo ý chỉ của Đại Hành Thái hoàng thái hậu trước khi ly thế, con trai của Thuần Thân vương Tái Phong, em ruột của Quang Tự Đế, tức Phổ Nghi được chọn làm người kế tự, niên hiệu Tuyên Thống. Theo ý chỉ của Từ Hi Thái hậu, Phổ Nghi là con thừa tự của Đồng Trị Đế lẫn Quang Tự Đế, do vậy Hoàng hậu Diệp Hách Na Lạp thị có vị trí Kiêm Thiêu Mẫu hậu Hoàng hậu, vì vậy bà là Đích mẫu của Tân đế, nên được tấn tôn trở thành Hoàng thái hậu, huy hiệu Long Dụ Hoàng thái hậu (隆裕皇太后), ngụ tại Trường Xuân cung thuộc Tây lục cung.
Năm Tuyên Thống nguyên niên (1909), ngày 3 tháng 11 (âm lịch), dâng sách bảo, chính thức tấn tôn huy hiệu. Lễ thành, chiếu cáo thiên hạ:
| “                                                        | 朕惟古帝王承天正位。缵服临民。溯王化之始基。播徽音于内治。则有鸿名镂玉。茂德镌金。迪前人光。虽无加于巍焕。以天下养。必备极乎尊崇。故紫鳦发祥。商称肬■闲狄。赤乌启祚。周美姜嫄。聿著前编。式昭懿典。钦惟兼祧母后皇太后。道齐乾极。德配坤元。柔嘉则于六宫。覆育周乎万国。献茧祈蚕以共黻冕。执蘩蕴藻以奉豆笾。求贤审官。励忧勤于卷耳。躬俭节用。思刈濩于葛覃。大练受朝。颁外家之训诫。副笄奉案。严长乐之膳馐。溯兹夙夜之齐明。赞皇风者二十载。伏愿阳和之煦育。捧爱日者万千龄。朕渥沐慈恩。纂承大统。者滟见休徵之有象。帛滟系景祚于无疆。仰轩曜以归仁。率土遂瞻依之愿。叩璇宫而锡福。普天抒爱戴之诚。咨议佥同。典章具备。祗告天。地。宗庙。社稷。先师。于宣统元年十一月初三日。率诸王贝勒文武君■羊臣。谨奉册宝。恭上兼祧母后皇太后尊号。曰隆裕皇太后。璆琳表度。夙徵玉胜之祥。奎璧为文。肇启珠囊之治。洪兹钜典。特沛殊恩。所有事宜。 ... Trẫm duy cổ đế vương thừa thiên chính vị. Toản phục lâm dân. Tố vương hóa chi thủy cơ. Bá huy âm vu nội trị. Tắc hữu hồng danh lũ ngọc. Mậu đức tuyên kim. Địch tiền nhân quang. Tuy vô gia vu nguy hoán. Dĩ thiên hạ dưỡng. Tất bị cực hồ tôn sùng. Cố tử yến phát tường. Thương xưng vưu ■ nhàn địch. Xích ô khải tộ. Chu mỹ khương nguyên. Duật trứ tiền biên. Thức chiêu ý điển. Khâm duy Kiêm Thiêu Mẫu hậu Hoàng thái hậu. Đạo tề càn cực. Đức phối khôn nguyên. Nhu gia tắc vu lục cung. Phúc dục chu hồ vạn quốc. Hiến kiển kỳ tàm dĩ cộng phất miện. Chấp phiền uẩn tảo dĩ phụng đậu biên. Cầu hiền thẩm quan. Lệ ưu cần vu quyển nhĩ. Cung kiệm tiết dụng. Tư ngải hoạch vu cát đàm. Đại luyện thụ triều. Ban ngoại gia chi huấn giới. Phó kê phụng án. Nghiêm trường nhạc chi thiện tu. Tố tư túc dạ chi tề minh. Tán hoàng phong giả nhị thập tái. Phục nguyện dương hòa chi húc dục. Phủng ái nhật giả vạn thiên linh. Trẫm ác mộc từ ân. Toản thừa đại thống. Giả diễm kiến hưu trưng chi hữu tượng. Bạch diễm hệ cảnh tộ vu vô cương. Ngưỡng hiên diệu dĩ quy nhân. Suất thổ toại chiêm y chi nguyện. Khấu toàn cung nhi tích phúc. Phổ thiên trừ ái đái chi thành. Tư nghị thiêm đồng. Điển chương cụ bị, chi cáo Thiên địa, Tông miếu, Xã tắc, Tiên sư. Vu Tuyên Thống nguyên niên, thập nhất nguyệt sơ tam nhật, suất chư Vương, Bối lặc, Văn võ quân đại dương thần. Cẩn phụng sách bảo, cung thượng Kiêm Thiêu Mẫu hậu Hoàng thái hậu tôn hào, viết Long Dụ Hoàng thái hậu. Cầu lâm biểu độ. Túc trưng ngọc thắng chi tường. Khuê bích vi văn. Triệu khải châu nang chi trị. Hồng tư cự điển. Đặc phái thù ân. Sở hữu sự nghi. | ” |
| — Chiếu cáo năm Tuyên Thống nguyên niên, ngày 3 tháng 10 | |   |

Theo tài liệu của Tái Nhuận (載潤), Long Dụ Thái hậu dự định sẽ bắt chước Từ Hi Thái hoàng thái hậu tiến hành nhiếp chính, tuy nhiên chiếu chỉ do Thái hoàng thái hậu soạn sẵn trước khi mất lại có nội dung là:
「嗣皇帝尚在冲龄，正宜专心典学。著摄政王载沣为监国，所有军国政事，悉秉承予之训示，裁度施行。」
Dịch: "Tự Hoàng đế (Phổ Nghi) còn nhỏ tuổi, nên chuyên tâm vào Điển học. Nhiếp Chính vương Tái Phong là Giám quốc, quản lý quân quốc chính sự, tất vâng chịu huấn thị của Ta, suy xét đoán định thi hành".
Ngày hôm sau, lại có ý chỉ nói:
「昨经降旨，特命摄政王为监国，所有军国政事，悉秉承予之训示，裁度施行。现予病势危笃，恐将不起，嗣后军国政事，均由摄政王裁定。遇有重大事件，必须请皇太后懿旨者，由摄政王随时面请施行。」
Dịch: "Trước đã có ý chỉ, đặc mệnh Nhiếp Chính vương là Giám quốc, quản lý quân quốc chính sự, tất vâng chịu huấn thị của Ta, suy xét đoán định thi hành. Hiện tại Ta bệnh tình nguy cấp, cơ hồ không gắng dậy nổi, về sau hễ là quân quốc chính sự, đều do Nhiếp Chính vương quyết định. Nếu như có sự kiện trọng đại, cần thiết thỉnh Hoàng thái hậu ý chỉ, còn lại đều do Nhiếp Chính vương tùy vào tình hình mà thi hành".
Theo đạo dụ ý chỉ này của Từ Hi Thái hoàng thái hậu, Nhiếp Chính vương Tải Phong - cha ruột của Hoàng đế là người nhiếp chính thực quyền duy nhất, còn Long Dụ Thái hậu có nhiệm vụ nuôi nấng dạy bảo Hoàng đế và xử lý một số việc nội chính, chỉ khi có sự kiện trọng đại thì bà mới có quyền quyết định, nhưng đó cũng chỉ là về mặt hình thức, vì mọi việc đều sẽ do Tái Phong tiến hành cụ thể. Vì vậy, Long Dụ Thái hậu chỉ có quyền hạn trong việc ảnh hưởng lên Phổ Nghi, và bà cùng với Cẩn phi, theo với ba phi tần góa phụ của Đồng Trị Đế là Kính Ý Hoàng quý phi, Trang Hòa Hoàng quý phi cùng Vinh Huệ Hoàng quý phi chịu trách nhiệm giáo dục và nuôi dưỡng Phổ Nghi trong cung.
Theo nhiều tài liệu ghi lại, Long Dụ Thái hậu và Nhiếp Chính vương không thật sự đồng thuận nhau, đặc biệt là phương diện chính trị. Thái hậu không quen kéo bè cánh, ngay từ khi còn là Hoàng hậu thì bà rất phụ thuộc vào Từ Hi Thái hậu. Đến lúc này, trước nguy cơ chèn ép bởi Nhiếp Chính vương, bà mới bắt đầu vận động tìm đồng minh, để có thể giữ vị trí Thái hậu của mình, và người được chọn là Khánh Thân vương Dịch Khuông. Từ thời Từ Hi Thái hậu, Dịch Khuông đã rất được sủng ái, được lập làm Thân vương, trở thành Thiết mạo tử vương cuối cùng của triều Thanh, khi đó có quyền lực rất lớn, bên cạnh còn có Viên Thế Khải. Một ngày, Tái Phong muốn đề bạt một người làm Quân cơ đại thần, bèn sai người vào cung thỉnh ý chỉ đồng thuận của Thái hậu. Song, Tái Phong không ngờ Long Dụ Thái hậu lại để cho anh em kết nghĩa của Viên Thế Khải là Từ Thế Xương thế vào chức đỏ, dẹp đi đề bạt của Tái Phong. Với cương vị một Nhiếp Chính vương, Tái Phong cực kì tức giận về hành động này, và tuy ông vẫn chấp nhận sự đề bạt của Thái hậu, nhưng lại trực tiếp cảnh cáo Thái hậu không nên can dự việc nội chính, chỉ cần đến dịp đại lễ mới cần Hoàng thái hậu tham gia. Từ đó, Long Dụ Thái hậu rất khó có thể can thiệp vào mọi quyết định của Tái Phong. Hoàng thái hậu và Nhiếp Chính vương cứ kình cựa nhau như vậy, song theo nhận xét của đám người Tái Nhuận, Tái Đào đương thời thì cả hai đều không có khả năng cai trị tốt, có thể nói là ["Nhược càng thêm nhược"].
Mối quan hệ giữa Long Dụ Thái hậu cùng các phi tần nhóm góa phụ của Đồng Trị Đế cũng không thực sự tốt đẹp. Theo pháp lý, Phổ Nghi là "Đứa con trai thờ hai Tông", làm con thừa tự của cả Đồng Trị Đế lẫn Quang Tự Đế. Vì lý do này, nhóm góa phụ của Đồng Trị Đế, đứng đầu là Kính Ý Hoàng quý phi, luôn tận dụng quan hệ với Phổ Nghi, lấy lý do vì Đồng Trị Đế là vai lớn hơn Quang Tự Đế. Điều này khiến Long Dụ Thái hậu cùng Kính Ý Hoàng quý phi mâu thuẫn gay gắt, vì Long Dụ Thái hậu tuy ở dòng thứ, nhưng lại có chính danh của một Hoàng thái hậu, còn Kính Ý Hoàng quý phi tuy ở dòng trưởng, mà lại phải chịu lép về vì chỉ là một phi tần.

## Chiếu thư thoái vị

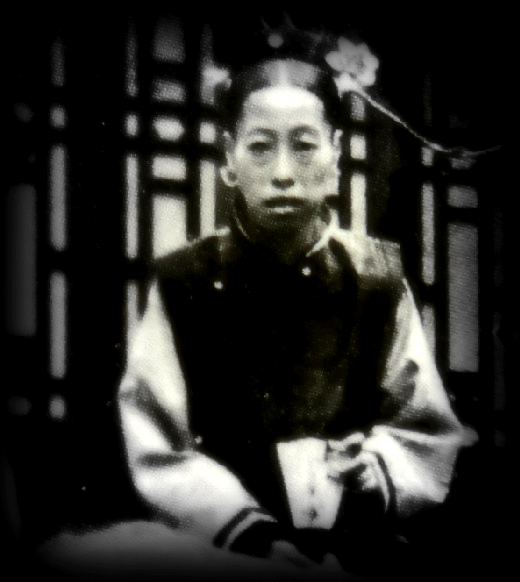
Hình chụp Long Dụ Thái hậu thời kỳ cuối đời.

Năm Tuyên Thống thứ 3 (1911), tháng 10, Cách mạng Tân Hợi diễn ra. Ngày 6 tháng 12, Tái Phong nhậm ý chỉ của Long Dụ Thái hậu, từ bỏ danh vị Nhiếp Chính vương Giám quốc. Ngày 7 tháng 12, theo nhật ký của Tổng lý Công sở Bí thư Hứa Bảo Hành, Nội các Tổng lý đại thần Viên Thế Khải đến Dưỡng Tâm điện hơn 1 tiếng đồng hồ, trình bày trước Long Dụ Thái hậu. Theo đó, bà ủy nhiệm Viên Thế Khải làm Nghị hòa Toàn quyền đại thần, nhậm Đường Thiệu Vy làm Nghị hòa đại biểu, phụ trách đàm phán nghị hòa với các tỉnh phía Nam. Ngày 28 tháng 12, cả nước hô vang yêu cầu Thanh Đế thoái vị. Long Dụ Thái hậu triệu tập Khánh Thân vương Dịch Khuông, Viên Thế Khải cùng tất cả Vương công Đại thần, phủ dụ nói:"Khoảnh thấy Khánh vương bọn họ đều nói không có chủ ý, muốn hỏi các ngươi, ta toàn giao cùng các ngươi làm, các ngươi làm tốt lắm, ta tự nhiên cảm kích, cho dù làm không xong, ta cũng không oán các ngươi. Hoàng thượng hiện tại tuổi còn nhỏ, tương lai lớn lên cũng tất không oán các ngươi, đều là ta chủ ý". Lúc sau, Thái hậu khóc lớn, Viên Thế Khải cùng các Vương công đều khóc.
Thượng Hải Trình báo, ngày 22 tháng 2 năm 1912, tiêu đề Thanh hậu ban chiếu tốn vị thì chi Thương tâm ngữ (清后颁诏逊位时之伤心语) viết, ngày 12 tháng 2 (tức ngày 25 tháng 12 âm lịch), Thanh Đế tốn vị Chiếu thư (清帝逊位诏书) chính thức ban hành. Viên Thế Khải tại Dưỡng Tâm điện soạn chiếu thư trình lên Thái hậu, bà đọc xong nước mắt rơi như mưa. Sau giao cho Quân cơ đại thần Từ Thế Xương ngự bảo. Lúc này, người phản đối tốn vị là Cung Thân vương Phổ Vĩ đến ngoài điện diện kiến, Thái hậu khước từ mà mắng:"Đám Hoàng thân quốc thích đem quốc sự hủ bại đến thế này, còn cản trở chiếu chỉ cộng hòa, muốn đặt mẹ con ta ở bước đường nào nữa?!". Thái hậu khóc lớn, Phổ Nghi khi ấy được Thái hậu ôm trong lồng ngực, thấy thế cũng khóc, Viên Thế Khải và quan thần đều khóc.
Theo kí nhận của Tái Nhuận, Tái Điềm, Thái hậu đối với việc này cụ thể rất mơ hồ, hoàn toàn không "rõ ràng thời cuộc, vì nước quên thân" như các bài báo đương thời đề cập. Viên Thế Khải mua chuộc thái giám thân cận của Thái hậu là Tiểu Đức Trương (小德張), gắng sức phụ họa Viên Thế Khải khi giải trình Nhà nước Cộng Hòa khi họp tại Dưỡng Tâm điện. Cuối cùng, Long Dụ chỉ mơ hồ mà cho rằng cái gọi là Tốn vị, chẳng qua chỉ là bỏ đi Nhiếp Chính vương Tái Phong, thay bằng Viên Thế Khải cải tổ nội chính, còn cảm thấy màn biểu diễn của Viên Thế Khải hết sức cảm động, là bậc trung thần. Đến ngày thứ 2 sau khi tốn vị, Long Dụ Thái hậu vẫn chờ đám người Viên Thế Khải vào cung tấu sự, đến khi có người nói sự thật, Long Dụ còn si ngốc nói:"Chẳng lẽ Đại Thanh quốc ta đã bị mất nhà rồi?".
Theo các ["Điều kiện ưu đãi của Hoàng đế Nhà Thanh"; 清帝退位優待條件] được ký với Chính phủ Trung Hoa Dân Quốc mới, Tuyên Thống Đế Phổ Nghi được giữ lại tước vị và được chính quyền Cộng hòa đối xử bằng nghị định thư được gán cho một vua ngoại quốc. Điều này tương tự như Luật đảm bảo của Ý năm 1870 ban cho Giáo hoàng một số đặc quyền và danh dự nhất định như đối với Quốc vương nước Ý. Phổ Nghi và triều đình được phép ở lại trong nửa phía Bắc Tử Cấm Thành cũng như ở trong Di Hòa viên. Hàng năm, Chính phủ Cộng hòa trợ cấp cho Hoàng gia 4 triệu bạc Yuan, dù khoản này không bao giờ được chu cấp đầy đủ và đã bị xóa bỏ chỉ vài năm sau.

## Quốc tang

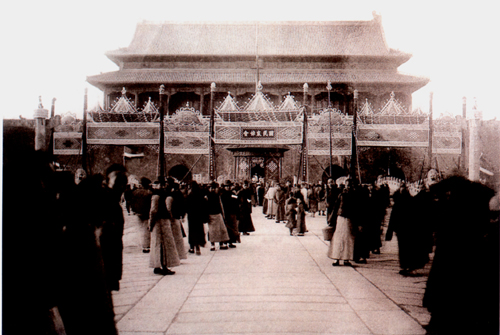
Đám tang của Long Dụ Thái hậu.

Từ khi tuyên bố tốn vị, Long Dụ Thái hậu vẫn buồn bực không vui, và đó là nguyên nhân chủ yếu khiến bà qua đời. Căn cứ "Thanh cung y án", từ thời Quang Tự thì gan và dạ dày đều không ổn, những năm sau càng trầm trọng, đến thời Tuyên Thống thì lá lách và dạ dày đều không tốt, gan đã có triệu chứng không khỏe (Nguyên văn 则脾胃不健，肝气不舒; "Tắc tì vị bất kiện, can khí bất thư"). Sang vào Trung tuần tháng 12, Dân Quốc năm đầu, xuất hiện chứng phù và suy gan.
Năm Dân Quốc thứ 2 (1913), ngày 10 tháng giêng là sinh thần của bà, ngày đó bà liên tục tiếp kiến các đại thần tại Ngự điện, thân thể càng thêm chịu đựng đả kích mà không thể cứu vãn. Nhìn các cựu thần quỳ lạy chúc hạ, vị Thái hậu bệnh tật càng thêm bi thương, ngay đêm đó bệnh trở nặng. Sang ngày 17 tháng 1 (tức ngày 22 tháng 2 dương lịch), giờ Sửu, Long Dụ Thái hậu bạo bệnh qua đời tại Trường Xuân cung, hưởng niên 45 tuổi. Tạm an tại Hoàng Cực điện (皇極殿), các cựu thần đều tới tế điện.
Ngày 22 tháng giêng, triều đình bàn định việc cuối cùng có thể làm lúc này: chọn thụy hiệu cho Hoàng thái hậu. Thông thường, bên bộ phụ trách sẽ soạn trước 6 tên thụy làm đầu với thành tố Hiếu, sau đó dâng lên Hoàng đế và triều thần quyết định. Trong sáu loại đó có: 
1. [Hiếu Giản; 孝簡]: Ước kỷ thứ vật gọi Giản;
2. [Hiếu Minh; 孝明]: Ý hành tuyên trứ viết Minh;
3. [Hiếu Thuận; 孝順]: Từ hòa thiện phục viết Thuận;
4. [Hiếu Đôn; 孝敦]: Ôn nhân trung hậu viết Đôn;
5. [Hiếu Khác; 孝慤]: Thành tâm trung phu viết Khác;
6. [Hiếu Định; 孝定]: Đại ứng từ nhân viết Định; cuối cùng tuyển chọn Hiếu Định.

Sau nhiều lần nghị định theo truyền thống, thụy hiệu đầy đủ của bà là Hiếu Định Long Dụ Khoan Huệ Thận Triết Hiệp Thiên Bảo Thánh Cảnh Hoàng hậu (孝定隆裕寬惠慎哲協天保聖景皇后).
Về phương diện khác, bởi vì Hiếu Định Cảnh Hoàng hậu có công giúp kiến lập Dân quốc, do vậy theo luật pháp, nơi công sở rũ cờ 27 ngày, tay trái đeo băng dây đen. Đám tang của bà có Phó Tổng thống Lê Nguyên Hồng (sau là Tổng thống Trung Hoa) đến dự. Dân quốc Tham nghị Hội trưởng Ngô Cảnh Liêm còn khởi xướng "Quốc dân Ai điếu hội" (國民哀悼會), phát biểu rằng: "Long Dụ Thái hậu lấy tâm thực hiện Nghiêu Thuấn nhường ngôi, tán thưởng cái mỹ của Chu Triệu Cộng hòa, hiểu rõ cái vận thời mạt của Đế quyền Trung Quốc, khai sáng Đông Á dân chủ. Thuận lòng trời mà phù hợp lòng người, trước nay chưa từng có", kiến nghị khai mở đại hội ai điếu tại Thái Hòa điện. Chính phủ dân quốc lập linh đường của bà tại chính điện, đề biển Nữ trung Nghiêu Thuấn (女中堯舜), trước mặt bày một gọng kính, bày ra Thoái vị chiếu thư (退位詔書).
Ngày 27 tháng 2, linh cữu của Hiếu Định Cảnh Hoàng hậu được đưa bằng tàu hỏa đến Lương Các trang (梁各莊) tại Thanh Tây lăng. Ngày 16 tháng 11, giờ Thân, bà được chính thức an táng cùng Quang Tự Đế ở Sùng lăng (崇陵).

## Trong văn hóa đại chúng
Năm 2004, nữ diễn viên Ninh Tịnh đã thể hiện hình ảnh của bà trong phim dài tập Ngô đồng tương tư vũ  / 梧桐相思雨 .

## Hình ảnh

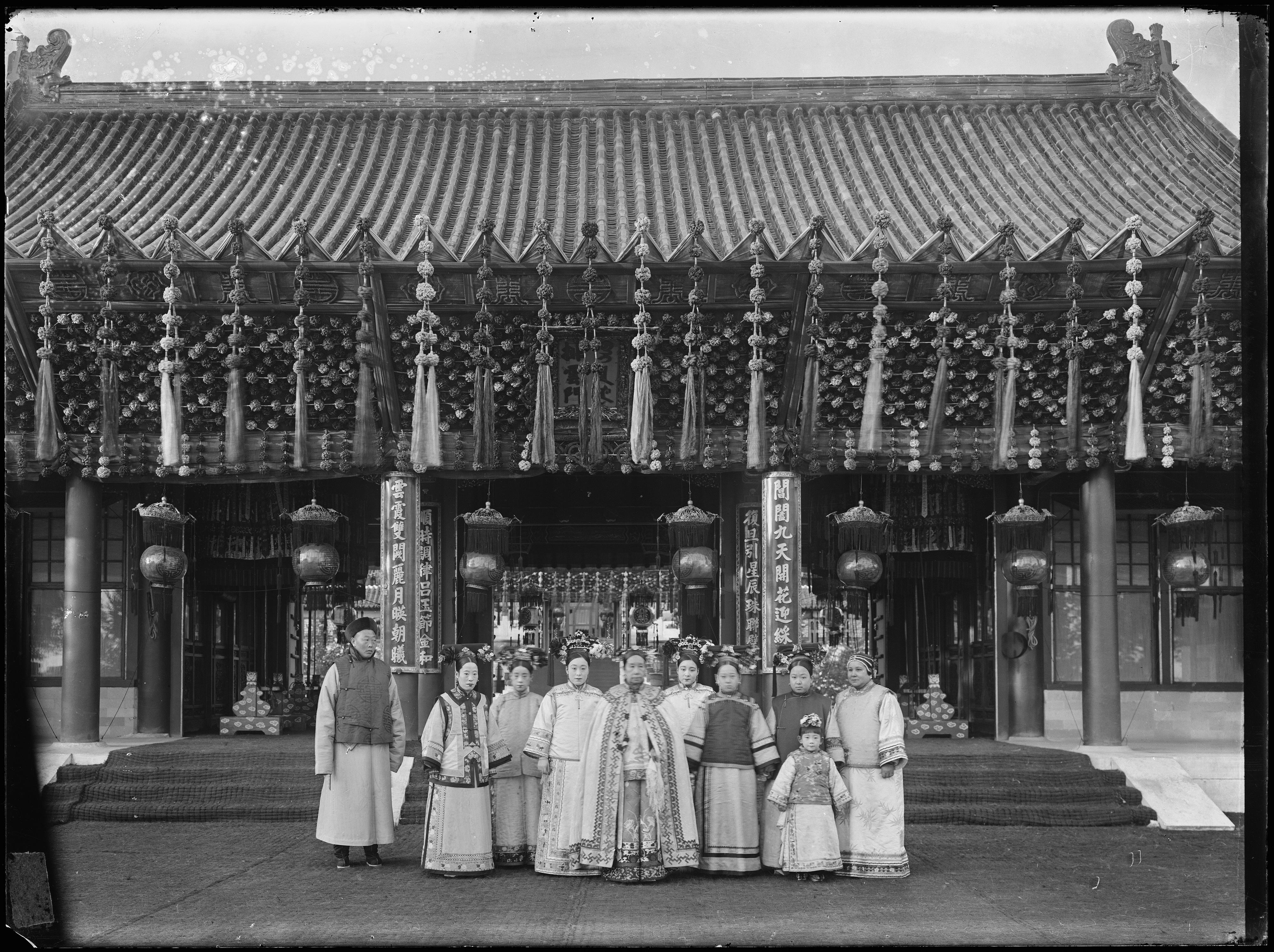
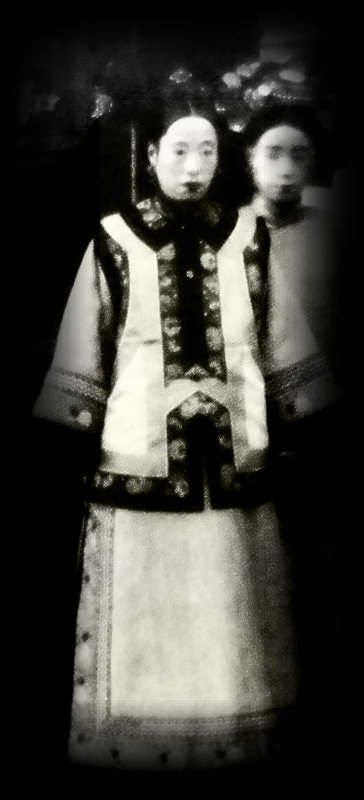
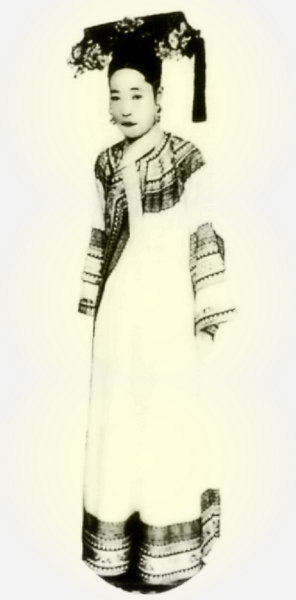
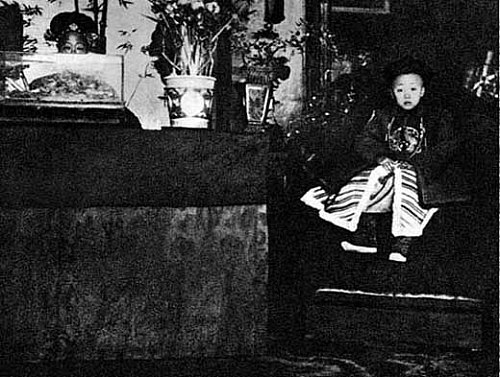
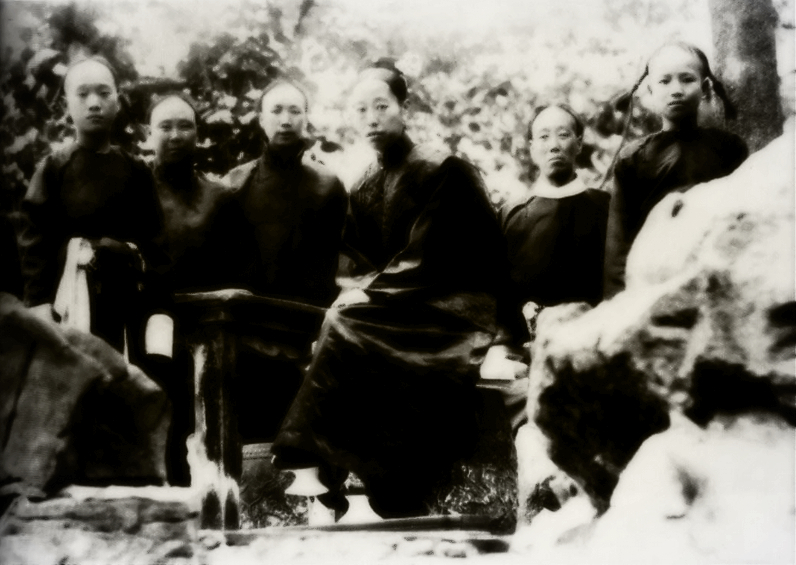
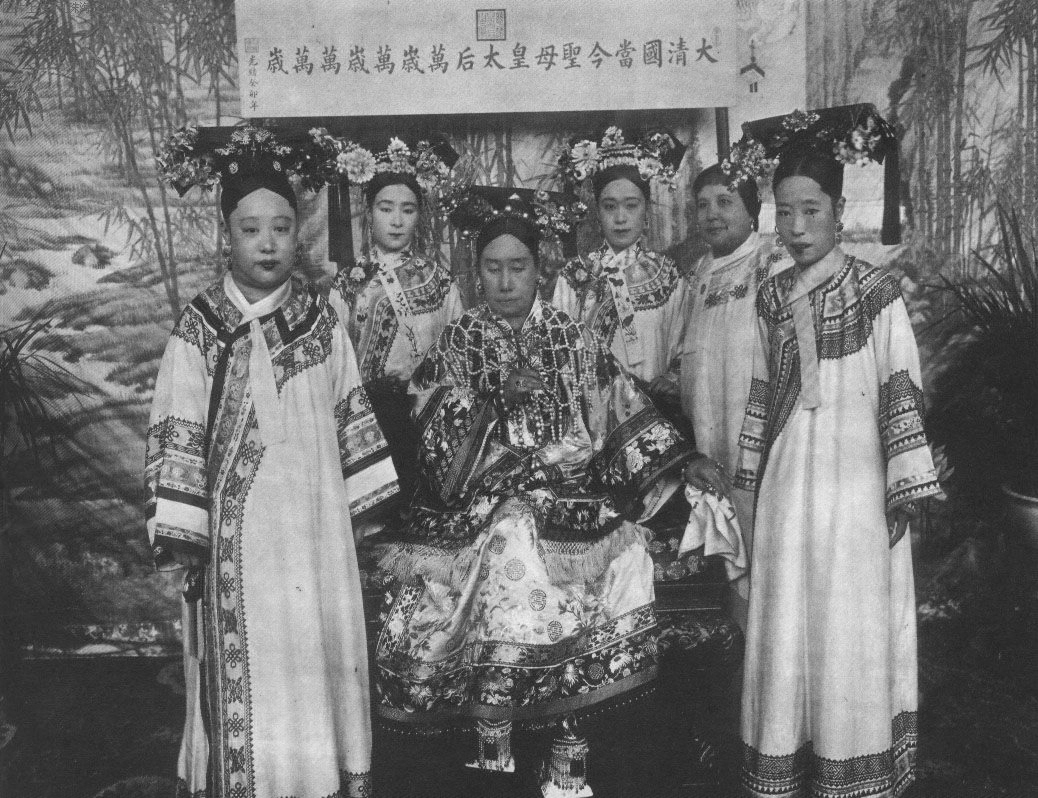
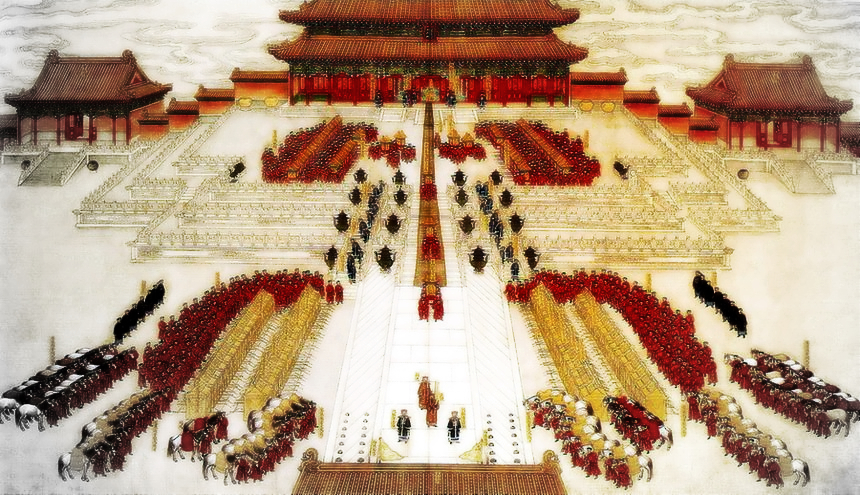
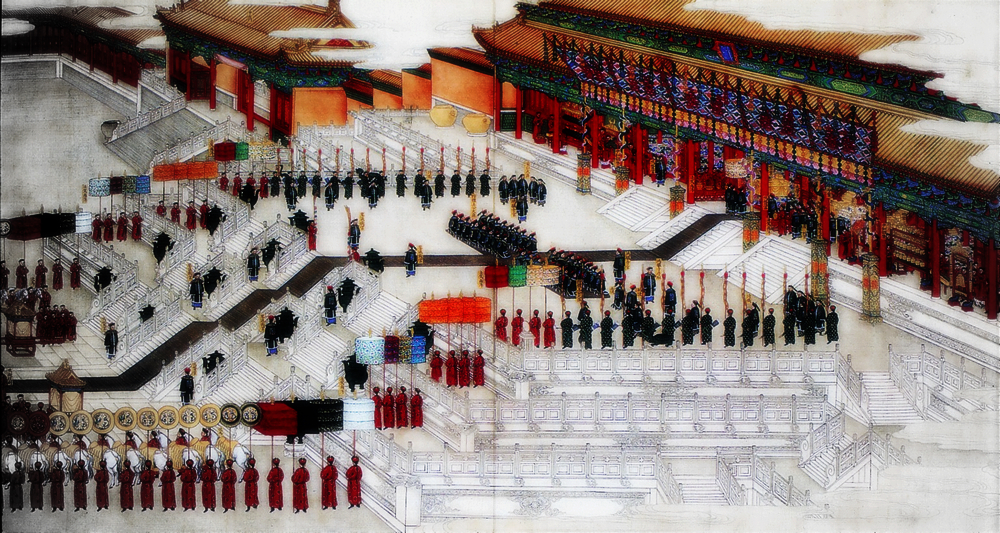